# Jupiter-Familie
Die Jupiter-Familie ist eine Gruppe von mehr als 500 kurzperiodischen Kometen.

## Beschreibung
Diese Kometenfamilie zeichnet sich dadurch aus, dass ihre Mitglieder den größten Sonnenabstand (Aphel) in der Nähe der Jupiterbahn erreichen. Genauer ist die mittlere Apheldistanz mit etwa 5,5 AE etwas größer als die des Jupiter von 5,45 AE. Die Umlaufzeiten liegen zwischen 5 und 11 Jahren. Die Gruppenbildung beruht auf Bahnstörungen durch die Gravitation des Jupiter.
Bekannte Mitglieder der Familie sind die Kometen
- Biela
- Borrelly
- Giacobini-Zinner
- Holmes
- Tempel-Swift-LINEAR
- Tuttle
- Pons-Winnecke
- Tschurjumow-Gerassimenko
- Wirtanen

Durch gravitative Störungen durch Planeten, insbesondere durch Jupiter, können sich die Umlaufbahnen von Kometen u. U. erheblich ändern. Eine systematische Klassifikation von Kometen basiert daher auf dem Tisserandparameter bezüglich Jupiter: in diesem Klassifikationsschema wird ein Komet der Jupiterfamilie zugerechnet, wenn sein Tisserandparameter zwischen 2 und 2,8 liegt. Auch durch die Störungen der anderen massereichen Planeten sind Kometenfamilien entstanden, die allerdings deutlich kleiner sind, soweit die Zahlen schon als vollständig betrachtet werden können. Bekannt sind Kometenfamilien von
- Saturn (5 Kometen)
- Uranus (3 Kometen)
- Neptun (9 Kometen)
- Zwergplanet Pluto (5 Kometen).

Nicht verwechseln sollte man die Jupiter-Familie mit der Jupiter-Gruppe – besser als Trojaner bekannt, einer Gruppe von Planetoiden, deren mittlerer Abstand von der Sonne ähnlich dem Jupiters ist.